# Рапен, Никола
Николя Рапен (фр. Nicolas Rapin; 1535, Фонтене-ле-Конт — 16 февраля 1608, Пуатье) — французский поэт, один из авторов знаменитой «Менипповой сатиры».

## Биография
Происходил из богатой семьи, имел юридическое образование. До 1568 года занимался адвокатской деятельностью. В 1569 году был избран мэром родного города, но в тот же день город оказался в руках протестантов, а Рапен, приговорённый ими к смерти, был вынужден бежать из города. Участвовал в обороне Пуатье от гугенотов, после написания элегии в память о погибших в этом событии католиках познакомился с королём Карлом IX. 30 декабря 1570 года стал асессором в Фонтене. За очередную поэму, написанную в 1575 году, был в 1576 году назначен заместителем сенешаля в Нижнем Пуату, казнив на этой должности множество преступников. В 1579 году был призван в Париж, тогда же был объявлен победителем в курьёзном поэтическом состязании, известном под названием «La puce de m-elle des Roches». Подружившись с Жаком-Огюстом де Ту, стал президентом Орли и в 1586 году был назначен лейтенантом двора и прево коннетабля.
В генеральных штата Блуа выступал сторонником монархии; вступил в конфликт с Лигой, прославляя в своих элегиях победы королевской армии. Верно служил Генриху III, в лагерь которого бежал из Парижа (будучи среди тех, кто призывал Генриха Наваррского прийти королю на помощь в борьбе с Лигой), занимал должность прево армии Пуату в 1589 году. После убийства Генриха III сражался в битве при Арке, затем принял сторону Генриха IV. Отличился во многих сражениях, особенно при Иври, получив за проявленную храбрость в октябре 1590 года дворянство. Затем некоторое время служил в налоговом ведомстве, в 1594 году был назначен генеральным прево. После покушения Жана Шателя на Генриха IV противостоял иезуитам. 1 января 1605 года вышел в отставку и поселился в своём замке в Фонтене. В конце 1607 года отправился в Пуатье, где и умер.
Был автором трёх лучших мест сатиры, направленной против вождей Лиги. Писал также элегии, эпиграммы, оды, подражания псалмам, сатиры, по-латыни и по-французски. Сочинения его собраны под заглавием «Oeuvres latines et françoises de N. Rapin» (Париж, 1620). В своих французских стихотворениях Рапен тщетно пытался ввести во французскую поэзию тоническое стихосложение без рифмы.